# الرباط، البيضاء
الرباط هي إحدى قرى الجمهورية اليمنية. وهي تتبع جغرافيًا لمحافظة البيضاء. وإداريًا لمديرية مكيراس. يبلغ تعداد سكانها 1097 نسمة حسب الإحصاء الذي جرى عام 2004.